# Rosenberg (Rügland)
Rosenberg (fränkisch: Rosnberch) ist ein Gemeindeteil der Gemeinde Rügland im Landkreis Ansbach (Mittelfranken, Bayern). Rosenberg liegt in der Gemarkung Rügland.

## Geografie
Unmittelbar nördlich des Dorfes erhebt sich der Rosenberg (458 m ü. NHN). Die Staatsstraße 2255 führt nach Rügland (0,4 km südwestlich) bzw. nach Frickendorf (1,6 km nordöstlich). Eine Gemeindeverbindungsstraße führt nach Götteldorf (2 km östlich), eine weitere nach Neustetten (5,5 km westlich).

## Geschichte
Der Ortsname leitet sich von der Burg Rosenberg ab, deren Besitzer Eberhart von Rosenbergk 1398 erstmals urkundlich erwähnt wurde. Beim Burgnamen handelt es sich um einen Fantasienamen, der nicht auf eine reale Gegebenheit verweist, wie es bis ins 13. Jahrhundert noch üblich war. Daraus kann geschlossen werden, dass die Burg wohl erst im 14. Jahrhundert erbaut wurde, als solche Fantasiebezeichnungen aufkamen. Der Ort selbst wurde 1442 als „Roßenberg“ erstmals urkundlich erwähnt.
Rosenberg war von Anfang an im Besitz der Herren von Vestenberg zu Rosenberg, bis diese Linie 1586 mit dem letzten Nachkommen Ritter Crafft von Vestenberg zu Rosenberg und Elpersdorf ausstarb. Zu diesem Zeitpunkt war die kleine Abschnittsburg bereits baufällig. Erhalten geblieben sind lediglich der Burgstall, einige Wälle und eine Eckturmruine aus Blasensandstein.
Gegen Ende des 18. Jahrhunderts gab es in Rosenberg 13 Anwesen (1 Gut mit Wirtschafts- und Backgerechtigkeit, 2 Köblergüter, 10 Leerhäuser). Das Hochgericht übte das Rittergut Rügland der Herren von Crailsheim im begrenzten Umfang aus. Es hatte ggf. an das brandenburg-ansbachische Hofkastenamt Ansbach auszuliefern. Die Dorf- und Gemeindeherrschaft und die Grundherrschaft über alle Anwesen hatte das Rittergut Rügland. Neben den Anwesen gab es herrschaftliche (Bauhof, Schafhaus) und kommunale Gebäude (Hirtenhaus). Es gab zu dieser Zeit 14 Untertansfamilien. Von 1797 bis 1808 unterstand der Ort dem Justiz- und Kammeramt Ansbach.
Im Rahmen des Gemeindeedikts wurde Rosenberg dem 1808 gebildeten Steuerdistrikt Rügland und der 1811 gegründeten Ruralgemeinde Rügland zugeordnet. In der freiwilligen Gerichtsbarkeit unterstand der ganze Ort von 1820 bis 1848 dem Patrimonialgericht Rügland.

### Baudenkmäler
- Burgstall, wohl von einer ehemaligen Abschnittsburg, Eckturmruine mit Spitzbogenfenster, Bruchmauerwerk, Sandstein, mit Wällen, Mauern und Graben[12]
- Haus Nr. 11, ein ehemaliger Gutshof der Herren von Crailsheim, ein zweigeschossiger Bau des 18. Jahrhunderts mit Walmdach, Ladeerker und Schleppgauben[12]
- Ziehbrunnen zu Haus Nr. 4: wohl des 18. Jahrhunderts mit Rechteckbecken sowie Gebälkaufbau mit Brunnenrad und Ziegeldach[12]

### Einwohnerentwicklung
| Jahr      | 001818 | 001840 | 001861 | 001871 | 001885 | 001900 | 001925 | 001950 | 001961 | 001970 | 001987 | 002014 |
| Einwohner | 92     | 96     | 105    | 106    | 117    | 82     | 86     | 144    | 113    | 104    | 66     | 58     |
| Häuser    | 16     | 17     |        |        | 19     | 21     | 18     | 20     | 20     |        | 18     |        |
| Quelle    | [ 14 ] | [ 15 ] | [ 16 ] | [ 17 ] | [ 18 ] | [ 19 ] | [ 20 ] | [ 21 ] | [ 22 ] | [ 23 ] | [ 24 ] | [ 1 ]  |

## Religion
Der Ort ist seit der Reformation evangelisch-lutherisch geprägt und bis heute nach St. Margaretha (Rügland) gepfarrt. Die Einwohner römisch-katholischer Konfession sind nach St. Dionysius (Virnsberg) gepfarrt.

## Wanderwege
Durch Rosenberg führen die Fernwanderwege Ansbacher Weg und Deutschherrenweg; ebenso der Rundwanderweg Bibertrundweg.